# Badeparadies Schwarzwald
Badeparadies Schwarzwald je německý aquapark nacházející se ve městě Titisee-Neustadt. V aquaparku se nachází 23 tobogánů a má rozlohu 61 700 m².
Aquapark byl otevřen v roce 2010. Náklady na stavbu byly 37 milionů eur. Aquapark byl dotován státem, okresem a deseti členskými obcemi sdružení Hochschwarzwald, konkrétně obcemi Breitnau, Eisenbach, Feldberg, Friedenweiler, Hinterzarten, Lenzkirch, Löffingen, Schluchsee, St. Märgen aTitisee-Neustadt.